# Eleazar Sukenik
Eleazar Lipa Sukenik (n. 12 august 1889, Białystok, Imperiul Rus – d. 28 februarie 1953, Ierusalim, Israel) a fost un  arheolog și profesor israelian la Universitatea Ebraică din Ierusalim. El este cel mai bine cunoscut pentru că a ajutat la înființarea Departamentului de Arheologie de la Universitatea Ebraică și fiind unul dintre primii academicieni care au recunoscut vârsta și importanța Pergamentelor de la Marea Moartă. El a supravegheat, de asemenea, descoperirea Al treilea zid al Ierusalimului antic. De asemenea, a fost directorul Muzeului antichităților evreiești de la Universitatea Ebraică.